# Antoine Léger der Jüngere
Antoine Léger (* 14. Oktober 1652 in Genf; † 18. Januar 1719 ebenda) war ein Schweizer evangelischer Geistlicher und Hochschullehrer.

## Leben

### Familie
Antoine Léger war der Sohn seines gleichnamigen Vaters Antoine Léger, Hochschullehrer an der Académie de Genève, und dessen Ehefrau Catherine (* 1620; † 22. Mai 1687 in Genf), Tochter von Samuel Clément, Pfarrer in Val Pragela im Piemont.
Er war seit 1684 mit Marie (* Februar 1663 in Genf; † 8. März 1730 ebenda), Tochter des Politikers Michel Trembley (1631–1713) verheiratet; gemeinsam hatten sie sieben Kinder.
Sein Schwager war der Politiker Jean Trembley (1674–1745).

### Werdegang
Antoine Léger begann 1672 ein Theologiestudium an der Universität Leiden, dass er im darauffolgenden Jahr an der Académie de Genève fortsetzte; 1678 erfolgte seine Ordination.
Gemeinsam mit dem späteren Genfer Hochschullehrer Bénédict Pictet (1655–1724) unternahm er 1675 eine Studienreise durch Frankreich, die Niederlande und England.
In der Zeit von 1680 bis 1684 war er erst Pfarrer in Chancy, wurde darauf 1684 Pfarrer in Genf und 1689 Pfarrer der italienischen Kirche in Genf.
Am 4. Juni 1686 wurde er als Philosophieprofessor an die Académie de Genève berufen und war dort bis 1713 in diesem Lehramt; in dieser Zeit war er von 1694 bis 1698 Rektor der Académie. Von 1713 bis zu seinem Tod war er als Theologieprofessor an der Académie tätig.
1718 veröffentlichte er anonym, gemeinsam mit seinem Sohn Michel, einige Briefe, in denen er die Rechtmäßigkeit der Entscheidung des Rates in Frage stellte, neue Steuern zur Finanzierung des Wiederaufbaus der Befestigungsanlagen zu erheben; die Briefe wurden als aufrührerisch bewertet und führten, nachdem sein Sohn und er der Autorenschaft verdächtigt wurden, zu ihrer Vernehmung, jedoch zu keiner Festnahme.

### Geistliches und berufliches Wirken
Als Philosophieprofessor vermittelte er den Cartesianismus nach René Descartes im Sinne seines Vorgängers und Lehrers Jean-Robert Chouet (1642–1731).